# No Power
Als No Power (Abkürzung NP) wird im Europäischen Zugbeeinflussungssystem ETCS eine Betriebsart bezeichnet.
Nach ETCS-Spezifikation ist No Power eine Betriebsart des ETCS-Fahrzeuggeräts, bei dem die fahrzeugseitige ETCS-Ausrüstung nicht mit Strom versorgt wird. In diesem Modus wird durch den ETCS-Rechner eine Zwangsbremsung angestoßen. In die Betriebsart No Power werden sowohl abgerüstete Fahrzeuge als auch Fahrzeuge mit ausgelegtem Leitungsschutzschalter kommandiert. Während des ETCS-Startvorgangs, bei welchem das Fahrzeuggerät konfiguriert wird und interne Funktionstests durchlaufen werden, ist dieser Modus ebenfalls aktiv. Eine Ansteuerung der Zwangsbremsung eines in der Betriebsart No Power befindlichen Fahrzeuges muss extern überbrückt werden, sollte dies in einem Zug eingereiht abgerüstet verkehren.
Die ETCS-Betriebsart ist in jedem ETCS-Level verfügbar. No Power ist der einzige Modus, der nicht an das RBC gemeldet wird.
Im Bereich der Deutschen Bahn wurde NP zeitweise als stromlos bezeichnet.